# والریا بوفانو
والریا بوفانو (انگلیسی: Valeria Bufanu؛ زادهٔ ۷ october ۱۹۴۶ (۷۸ سال)) ورزشکار دو و میدانی اهل رومانی است.
وی در مسابقات کشوری و بین‌المللی در مجموع برندهٔ ۱ مدال نقره شده‌است.